# Ingri Aunet Tyldum
Ingri Aunet Tyldum (Overhalla, 14 ottobre 1983) è un'ex fondista norvegese.

## Biografia
In Coppa del Mondo esordì il 6 marzo 2003 a Oslo (42ª) e ottenne l'unica vittoria, nonché unico podio, il 24 febbraio 2008 a Falun. Non partecipò né a rassegne olimpiche né iridate.

## Palmarès

### Coppa del Mondo
- Miglior piazzamento in classifica generale: 36ª nel 2008
- 1 podio (a squadre):
  - 1 vittoria

#### Coppa del Mondo - vittorie
| Data             | Località | Nazione | Spec.                                                                           |
| ---------------- | -------- | ------- | ------------------------------------------------------------------------------- |
| 24 febbraio 2008 | Falun    | Svezia  | 4x5 km (con Astrid Uhrenholdt Jacobsen, Kristin Størmer Steira e Marit Bjørgen) |